# 요시다 미쓰키
요시다 미쓰키(吉田光昭, 1939년 1월 1일 ~ )는 일본의 바이러스학자이며 대학 교수이다.

## 일본에서의 생물학자 유명세
도야마 대학교를 거쳐 도쿄 대학교 대학원을 나온 그는 일본에서 바이러스성 분자생물학 연구권위자로 매우 유명하다.